# Розанов, Валентин Гельевич

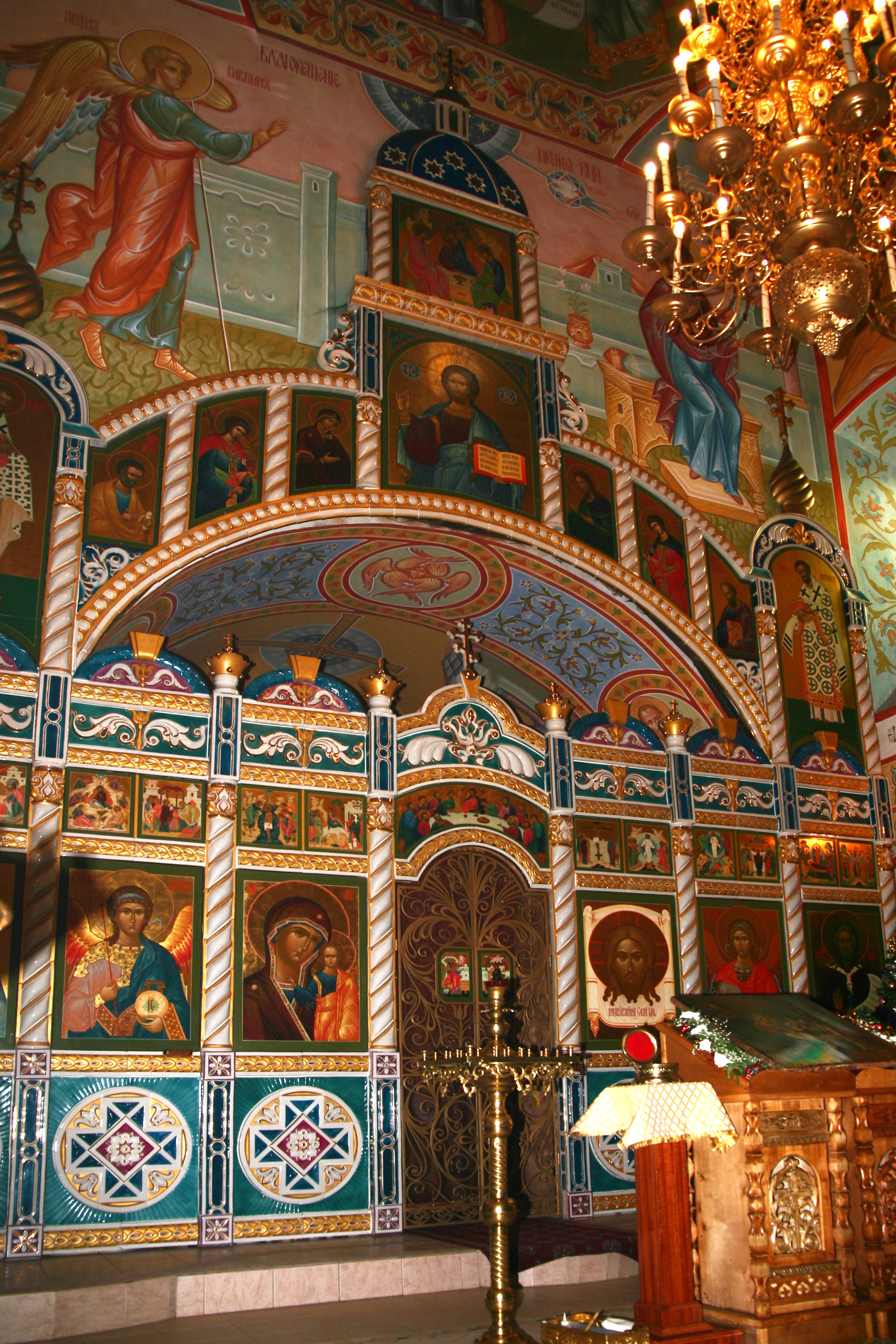
Фарфоровый иконостас. Автор проекта Валентин Розанов 2005 год

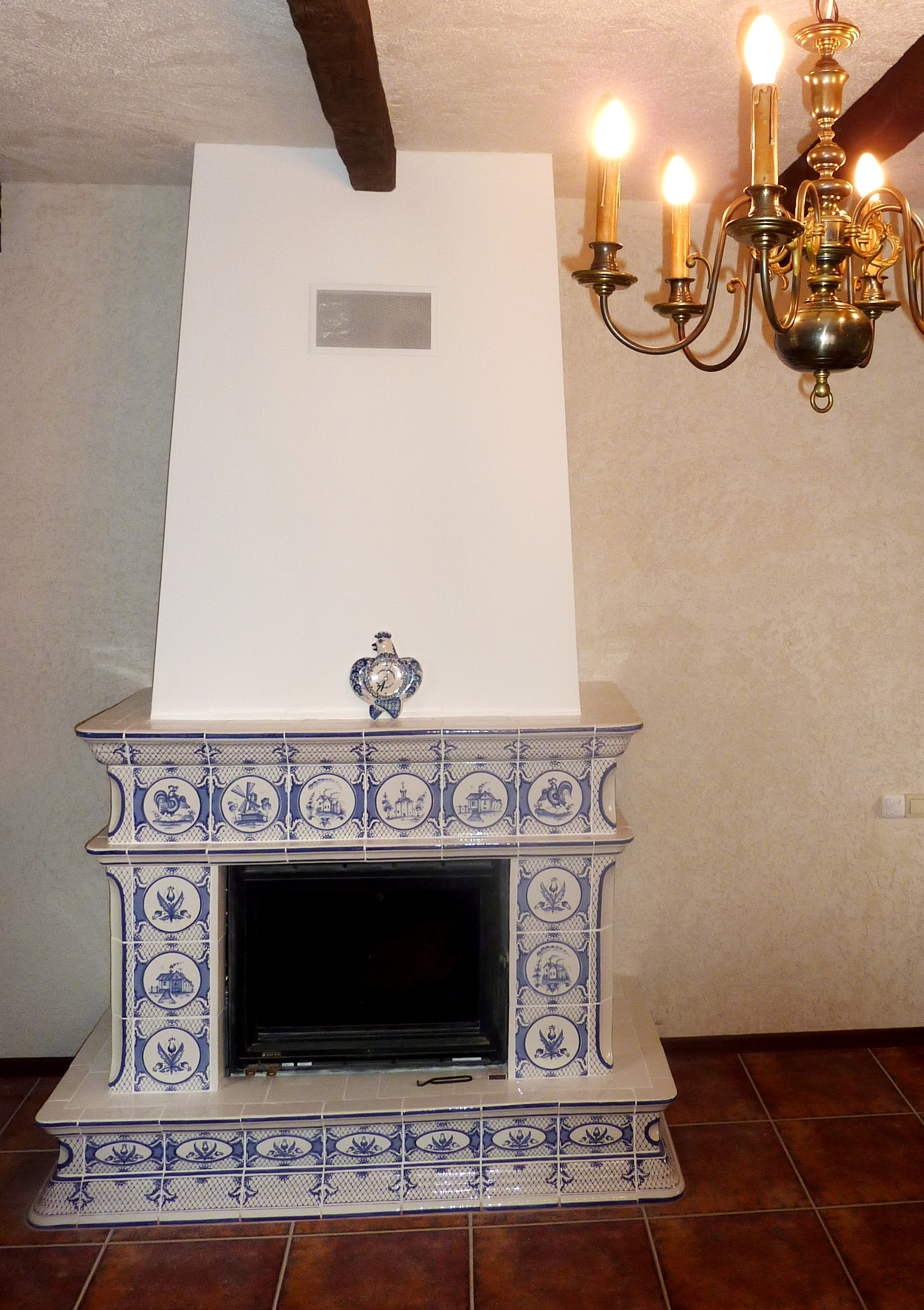
Камин. Майолика. Роспись. Автор проекта Валентин Розанов 2010 год

Валентин Гельевич Розанов (род. 19 июля 1955, Клин) — художник декоративно-прикладного искусства и народных художественных промыслов.
После окончания Абрамцевского Художественно-Промышленного Училища в 1974 году пришёл работать в Гжель. Ведущий художник промысла. Награждён двумя Бронзовыми медалями ВДНХ СССР «За успехи в народном хозяйстве СССР».
- 1982—1984 годы — главный художник ПО «Гжель».
- 1993 — главный художник Московского фарфорового завода.
- 2004—2008 — главный художник Гжельского фарфорового завода

Окончил Московский государственный гуманитарный университет имени М. А. Шолохова (отделение декоративно-прикладного искусства и народных промыслов).
- Преподаватель мастерства керамики отделения декоративно-прикладного искусства Реабилитационного центра для инвалидов в Москве. Высшая педагогическая квалификация.
- Руководитель отделения фарфора и керамики Творческого союза художников декоративно-прикладного искусства.
- Член художественно-экспертного совета по народным художественным промыслам Московской области.
- Член художественно-экспертного совета Государственного музея керамики «Кусково».

Автор более 500 работ выполненных в фарфоре, керамике. Автор фарфорового иконостаса в храме Ильи Пророка с. Ильинское Московской области (2005).
Родился в 1955 году в Клину Московской области в семье офицера Советской Армии. Вместе с семьёй переезжал к месту службы: в г. Клин, г. Калинин, на о. Сахалин, под г. Киржач, в г. Кимры.
После окончания восьмилетки в г. Кимры Калининской обл. в 15-летнем возрасте поступил в Абрамцевское художественно-промышленное училище на отделение «художественная роспись керамики». В 1974 защитил диплом на тему «Гжельская декоративная ваза» (руководитель Макаи Александра Васильевна) и был приглашен работать живописцем в Производственное объединение «Гжель» тогдашним главным художником Петровым В. А. Начинал с тиражирования работ Т. С. Дунашовой, Л. П. Азаровой, З. В. Окуловой и Н. Б. Квитницкой. Проработал живописцем по росписи в экспериментальном цехе в Бахтееве 5 лет.
В 1976 г. на художественном совете принята первая работа для серийного тиражирования — кумган. Много практических навыков получил в это время от модельщика С. П. Маланина. Стал участвовать в выставках.
Несколько первых работ приобрели Государственный Русский и Государственный Исторический музеи.
Считает своими учителями художников Н. И. Бессарабову и Т. С. Дунашову.
В 1979 г. назначили старшим художником, занимался организацией выставок, рекламными акциями — был консультантом всех съёмок фильмов и многочисленных полиграфических изданий, прославляющих Гжель. Собирал материалы для музея гжельского промысла, который открылся в это время. Постоянно работал над новыми работами для производства. Участвовал в выставках, конкурсах. Большинство работ принимались худсоветом и тиражировались. В 1980 г. кандидатуру выдвинули на Всесоюзную Премию Ленинского Комсомола в области литературы и искусства. В 1982 году — главный художник Производственного Объединения «Гжель». Теперь творчески работал меньше, так как все силы уходили на работу с художниками, вновь организованных, творческих групп по фарфору и майолике, организацию работы музея и многочисленных выставок. В 1984 г. — старший художник. За последующие 10 лет брался, в основном, за экспериментальные работы, которые были художнику интересны. По рекомендации Л. П. Азаровой выполнял проект архитектора Карпушина Ю. И. — оформление парадной столовой в санатории ЦК КПСС в Железноводске .Разработал и расписал большие фарфоровые канделябры и декоративные вставки. Придумывал технически сложные изделия из фарфора — люстры, телефоны, часы. Очень много было интереснейших поездок за рубеж. В Китай, Чехословакию и Болгарию по фарфоровым заводам. В Англию для организации оформления Галереи Русского искусства в Лондоне. В Западный Берлин на первую персональную выставку. В Австрию на совместную выставку с музеями Кремля в Венском Музее Истории Искусств. В Ю. Корею в числе первой советской делегации, для участия в выставке «Неделя СССР» в Сеуле.
В 1989 г. занимался организацией выставки «650 лет Гжели» (вновь назначили гл. художником на время длительной болезни Н. А. Якимчук). Выставка прошла в Центральном доме художника. За время работы в «Объединении Гжель» создал более 300 работ в фарфоре. Участвовал в десятках выставках. В 1993 г. уйдя из « Объединения Гжель», организовывал производство и был главным художником Московского фарфорового завода. Сейчас продолжает работу в керамических мастерских в Реабилитационном центре для инвалидов в Москве. Десятки учеников получают профессию керамиста. Постоянно создаёт новые работы, выполняет в основном небольшие заказы. Сотрудничал все время с Гжельским промыслом. И после ухода с "Производственного Объединения «Гжель» разработал и передал 12 изделий для серийного выпуска.(1999—2002) В 1997 г. прошла 2 персональная выставка и презентация творческой мастерской в Центральном Доме Журналиста. В 1998 г. в связи с 25-летием творческой деятельности прошла 3 персональная выставка во Всероссийском музее декоративно-прикладного и народного искусства, здесь были собраны 500 экспонатов из 5 музеев (ГРМ, ГИМ, ВМДПИНИ, РОСИЗО, МНИ) и частных коллекций. В этом же году большая часть экспозиции выставки переместилась в выставочный зал г. Серпухова, 3 и 4 выставка в общей сложности работала полгода. В 1999 г. состоялась 5-я персональная выставка в Гос. музее керамики «Кусково». В 2-х залах было выставлено более 100 работ. Выставка была открыта 6 месяцев. Лучшие работы были закуплены музеем и художника включили в художественно-экспертный совет музея.
В 1999 г. получил заказ от настоятеля храма Ильи Пророка с. Ильинское Московской области отца Александра на разработку и изготовление фарфорового иконостаса (вместе с Палехскими иконописцами). Выполнить проект взялись мастера « Объединения Гжель» на участке «Малахит» в Бахтеево. Подключили к этой работе и фарфористов из Дулево, так как иконостас расписывался надглазурными красками. И вот иконостас размером 10х7 метров, состоящий из 500 подогнанных друг к другу фарфоровых деталей смонтирован в храме.
Параллельно с работой в 2002 г. окончил Московский государственный гуманитарный университет имени М. А. Шолохова отделение Декоративно-прикладного искусства и народных промыслов
С 2004 по 2008 г. работал главным художником Гжельского фарфорового завода (ОАО Гжельский завод Электроизолятор), который к этому времени стал лидером среди предприятий Гжельского художественного промысла по выпуску художественной продукции. В 2004 избрали руководителем отделения фарфора и керамики Творческого Союза Художников Декоративно-прикладного искусства.
В 2004 г. указом губернатора Московской области назначен членом Художественно-экспертного совета по народным промыслам при правительстве Московской области.
Произведения представлены в 18 государственных музеях России. В Государственном Русском музее,
В Государственном Историческом музее, в Государственном музее керамики и «Усадьба Кусково XVIII века», во Всероссийском музее декоративно-прикладного и народного искусства, в Госуда́рственном исто́рико-архитекту́рном, худо́жественном и ландша́фтном музе́е-запове́днике «Цари́цыно», в Государственном историко-архитектурном и художественном музее «Новый Иерусалим» и др.
Участник более 50 художественных и промышленных выставок, в том числе международных и 5 персональных.

## Галерея

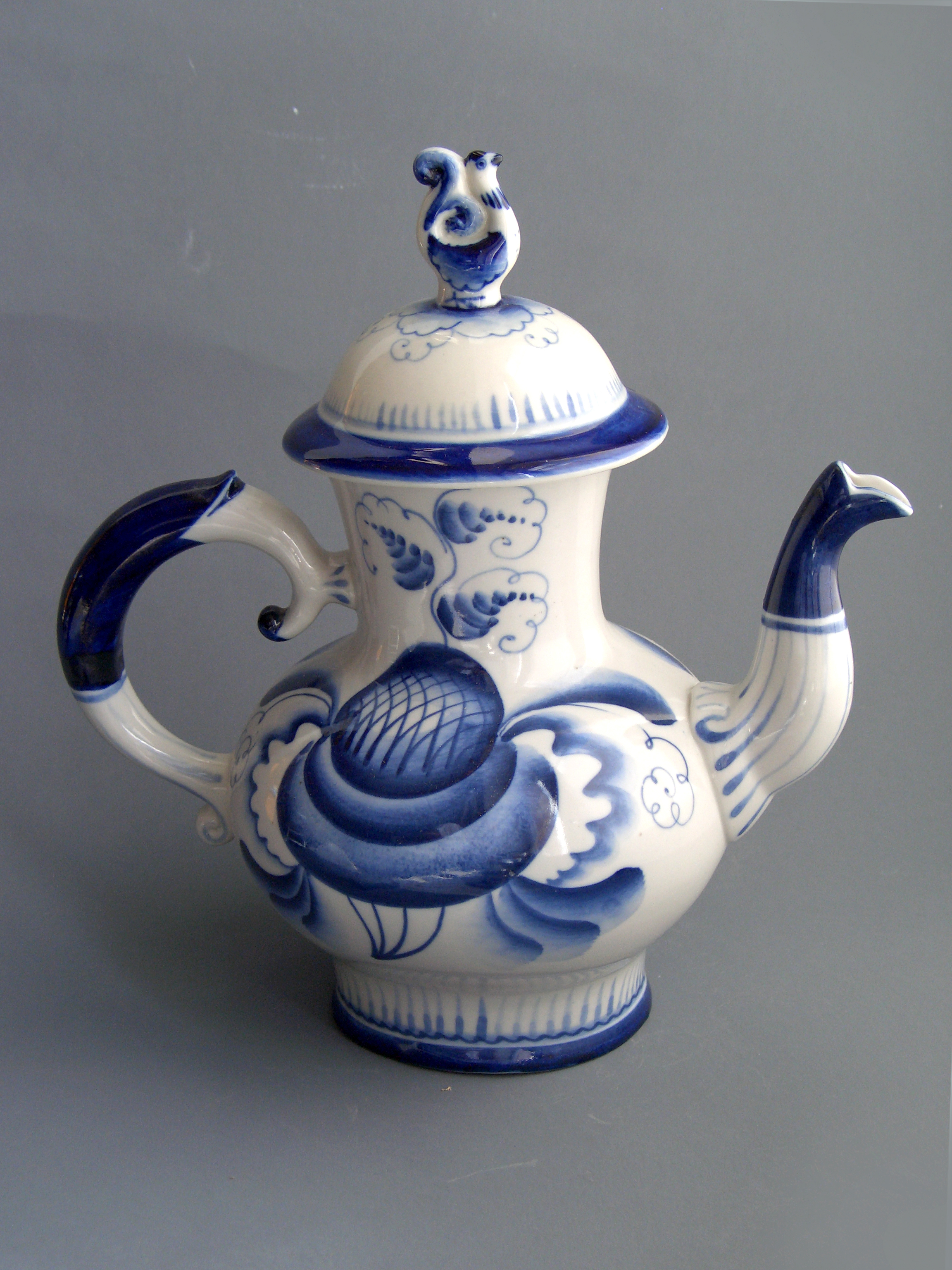
Кумган.Фарфор.Гжель.1976 г.
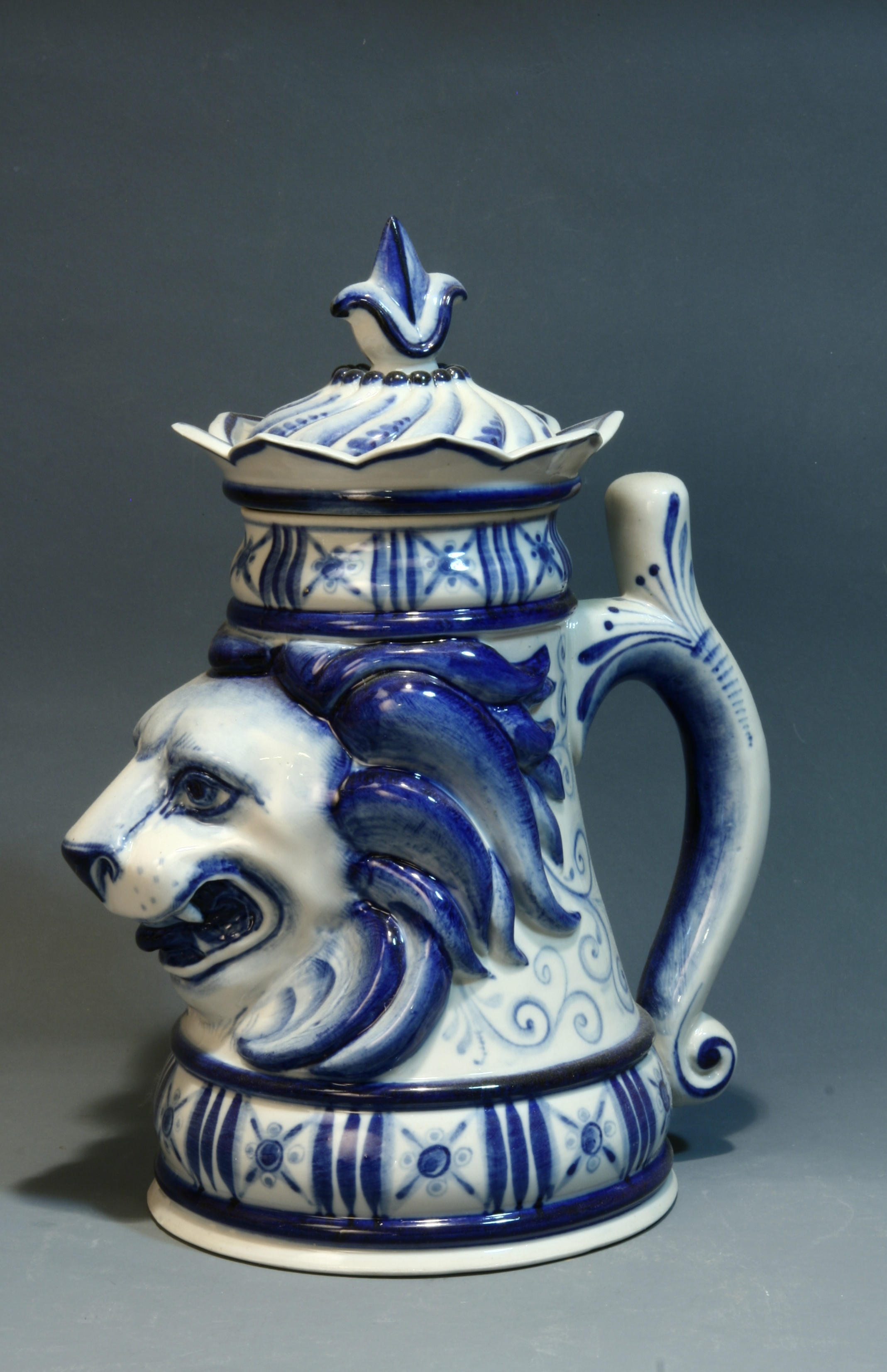
Кружка Лев.Фарфор.1997 г.
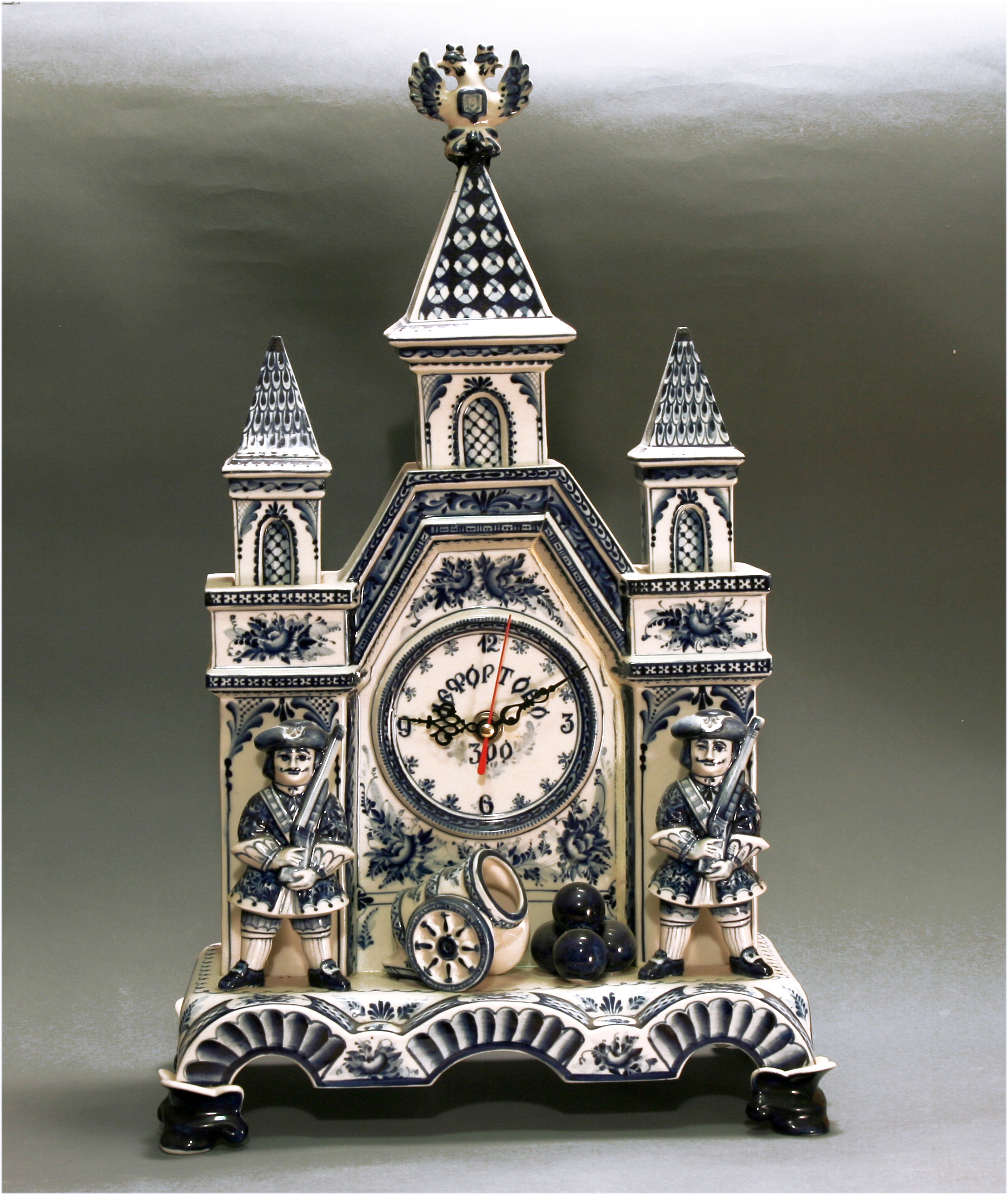
Часы "Лефортово".Фарфор.Гжель.1999 г.
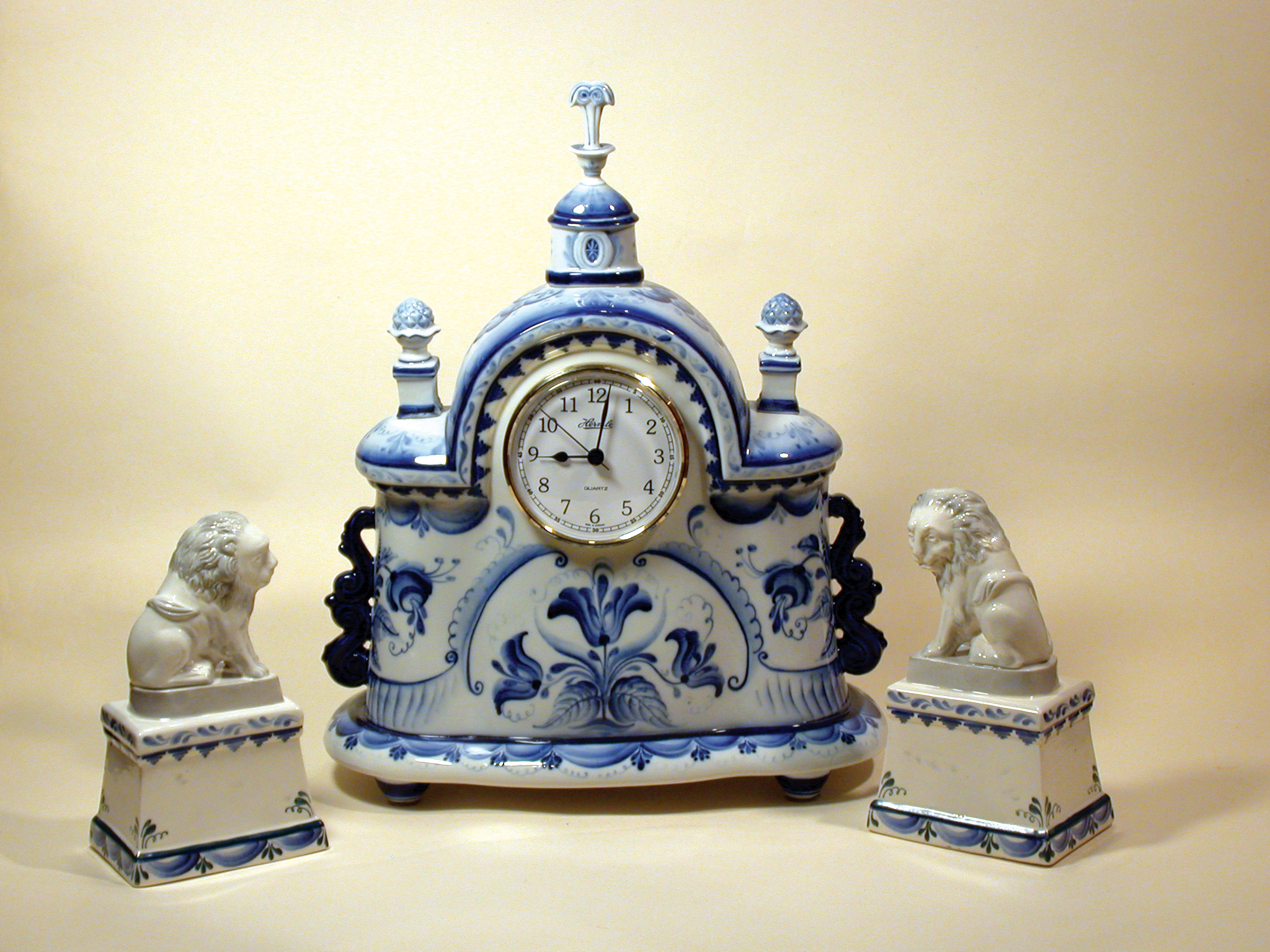
Часы "Кусково".Фарфор.Гжель.2003 г.

## Награды и премии
- премия Ленинского комсомола (1980) — за высокохудожественные произведения, развивающие лучшие традиции народного творчества
- медаль «В память 850-летия Москвы»
- две Бронзовые медали ВДНХ «За успехи в народном хозяйстве СССР»